# Ekvivalent ugljika
Ekvivalent ugljika ili ekvivalentni sadržaj ugljika (oznaka: CE) često služi za procjenjuje zavarljivosti čelika (ili nekog drugog osnovnog materijala). To je osobito važno kod čelika povišene čvrstoće, ali i kod ostalih čelika koji pokazuju sklonost prema zakaljivanju i hladnim pukotinama. Mikrostruktura zavarenog spoja dobije se djelovanjem ugljika i drugih kemijskih elemenata koji čine sastav čelika, uz određeni toplinski ulaz, brzinu hlađenja i druge čimbenike. Ugljik ima značajan utjecaj na strukturu i mehanička svojstva čelika. Budući da u velikoj mjeri povećava tvrdoću i čvrstoću čelika, ugljik ima odlučujući utjecaj na njegovu zavarljivost. Sa stajališta zavarivanja poželjno je imati što niži sadržaj ugljika u čeliku. U ovisnosti o sadržaju ugljika u čeliku, koriste se odgovarajuće iskustveno dobivene formule.
Za uobičajene brodograđevne i druge ugljične čelike normalne čvrstoće ekvivalent ugljika je:
{\displaystyle CE=\%C+{\frac {\%Mn}{6}}} ˂ 0,40%
Za posebne brodograđevne i druge čelike povišene čvrstoće sa sadržajem ugljika preko 0,18% vrijedi:
{\displaystyle CE=\%C+\left({\frac {\%Mn+\%Si}{6}}\right)+\left({\frac {\%Cr+\%Mo+\%V}{5}}\right)+\left({\frac {\%Cu+\%Ni}{15}}\right)} ˂ 0,45%
Za niskolegirane čelike sa sadržajem ugljika manjim od 0,18% vrijedi:
{\displaystyle Pcm=\%C+{\frac {\%Mn+\%Cu+\%Cr}{20}}+{\frac {\%Ni}{60}}+{\frac {\%Mo}{15}}+{\frac {\%V}{10}}+5B} ˂ 0,45%
U praksi nema idealno zavarljivih čelika, pa tako niti čelika koji se baš nikako ne mogu zavariti. Sve bi čelike mogli grubo razvrstati među:
- Dobro zavarljivi: Č. 1216;
- Ograničeno zavarljivi: Č. 0216, Č. 0363, Č. 0362, Č. 0361, Č. 0461, Č. 0471, Č. 0483, Č. 0482, Č. 0481, Č. 0563, Č. 0562, Č. 0561;
- Loše zavarljivi: Č. 0000, Č. 0460, Č. 0545, Č. 0645, Č. 0745.

Značajno je da se dodavanjem ugljika čeliku poboljšavaju mehanička svojstva, ali se pogoršava njegova zavarljivost. Na zavarljivost ugljičnih i niskolegiranih čelika utječe i debljina zavarivanih dijelova. Što je veća debljina, brže se odvodi toplina u okolne zone zavarivanog spoja, pa to rezultira većom brzinom hlađenja i mogućnošću pojave pukotina.  Nije dobro upuštati se u zavarivanje čelika čiji kemijski sastav nije poznat. Uzorak strugotine ne smije se uzimati s površina limova, već obvezno na presjeku po čitavoj debljini. Zbog pojave tzv. segregacije, kemijski sastav često nije ujednačen po presjeku lima. Segregacija se javlja pri lijevanju i valjanju čelika u užarenom stanju, kada se u središnjem dijelu posljednje skrućuju faze s najnižim talištem, odnosno eutektici s povećanim sadržajem, prije svega, sumpora i ugljika. U praksi se obvezno pristupa žlijebljenju i otklanjanju korijenog zavara, jer je njegov metal znatno onečišćen i oslabljen ulaskom sumpora i ugljika iz zavarivanog čelika. Nešto je povoljnija situacija u slučaju zavarivanja kutnog zavarenog spoja.